# Championnat de Suisse de football 1904-1905
Navigation
Édition précédente Édition suivante
La 8e édition du championnat de Suisse de football est remportée par le Grasshopper-Club Zurich.
Le BSC Young Boys et le FC La Chaux-de-Fonds complètent le podium.
Le championnat est divisé en trois groupes régionaux. Les premiers de chaque groupe sont qualifiés pour la phase finale décidant du champion. 

## Les clubs de l'édition 1904-1905
| Club                      | Ville             |
| ------------------------- | ----------------- |
| American Wanderers Zurich | Zurich            |
| Blue Stars Saint-Gall     | Saint-Gall        |
| BSC Old Boys              | Bâle              |
| BSC Young Boys            | Berne             |
| FC Bâle                   | Bâle              |
| FC Berne                  | Berne             |
| FC Genève                 | Genève            |
| FC La Chaux-de-Fonds      | La Chaux-de-Fonds |
| FC Neuchâtel              | Neuchâtel         |
| FC Saint-Gall             | Saint-Gall        |
| FC Zurich                 | Zurich            |
| Grasshopper-Club Zurich   | Zurich            |
| Kickers Zurich            | Zurich            |
| Montriond Lausanne        | Lausanne          |
| Servette FC               | Genève            |
| Weissenbühl Berne         | Berne             |

## Compétition

### Classements
Le classement est établi sur le barème de points classique (victoire à 2 points, match nul à 1, défaite à 0).

#### Groupe Ouest
| Rang | Équipe               | Pts | J | G | N | P | Bp | Bc | Diff |
| ---- | -------------------- | --- | - | - | - | - | -- | -- | ---- |
| 1    | FC La Chaux-de-Fonds | 14  | 8 | 7 | 0 | 1 | 24 | 10 | +14  |
| -    | Montriond Lausanne   | 14  | 8 | 7 | 0 | 1 | 31 | 6  | +25  |
| 3    | Servette FC          | 6   | 8 | 2 | 2 | 4 | 10 | 17 | -7   |
| 4    | FC Neuchâtel         | 4   | 8 | 2 | 0 | 6 | 12 | 18 | -6   |
| 5    | FC Genève            | 2   | 8 | 0 | 2 | 6 | 4  | 30 | -26  |

|  | Barrages de la phase finale |

Barrage de phase finale
Le barrage oppose les deux coleaders du classement que sont le FC La Chaux-de-Fonds et le Montriond Lausanne pour une place en phase finale. 
| Équipe 1             | Résultat | Équipe 2           |
| -------------------- | -------- | ------------------ |
| FC La Chaux-de-Fonds | 2 - 1    | Montriond Lausanne |

#### Groupe Centre
| Rang | Équipe            | Pts | J | G | N | P | Bp | Bc | Diff |
| ---- | ----------------- | --- | - | - | - | - | -- | -- | ---- |
| 1    | BSC Young Boys    | 13  | 8 | 6 | 1 | 1 | 35 | 10 | +25  |
| -    | BSC Old Boys      | 13  | 8 | 6 | 1 | 1 | 27 | 5  | +22  |
| 3    | FC Berne          | 10  | 8 | 4 | 2 | 2 | 14 | 12 | +2   |
| 4    | FC Bâle           | 4   | 8 | 2 | 0 | 6 | 18 | 20 | -2   |
| 5    | Weissenbühl Berne | 0   | 8 | 0 | 0 | 8 | 5  | 52 | -47  |

|  | Barrages de phase finale |

Barrage de phase finale
Le barrage oppose les deux coleaders du classement que sont le BSC Old Boys et le BSC Young Boys pour une place en phase finale. 
| Équipe 1       | Résultat | Équipe 2     |
| -------------- | -------- | ------------ |
| BSC Young Boys | 2 - 1    | BSC Old Boys |

#### Groupe Est
| Rang | Équipe                    | Pts | J  | G | N | P | Bp | Bc | Diff |
| ---- | ------------------------- | --- | -- | - | - | - | -- | -- | ---- |
| 1    | Grasshopper-Club Zurich   | 18  | 10 | 9 | 0 | 1 | 44 | 11 | +33  |
| 2    | FC Saint-Gall             | 15  | 10 | 7 | 1 | 2 | 25 | 14 | +11  |
| 3    | FC Zurich                 | 14  | 10 | 7 | 0 | 3 | 27 | 11 | +16  |
| 4    | Kickers Zurich            | 7   | 10 | 3 | 1 | 6 | 21 | 24 | -3   |
| 5    | Blue Stars Saint-Gall     | 5   | 10 | 2 | 1 | 7 | 10 | 35 | -25  |
| 6    | American Wanderers Zurich | 1   | 10 | 0 | 1 | 9 | 4  | 36 | -32  |

|  | Qualification pour la phase finale |

#### Phase finale
Matchs
| Équipe 1                | Résultat | Équipe 2             | Date          | Lieu   |
| ----------------------- | -------- | -------------------- | ------------- | ------ |
| BSC Young Boys          | 2 - 2    | FC La Chaux-de-Fonds | 2 avril 1905  | Berne  |
| Grasshopper-Club Zurich | 2 - 1    | FC La Chaux-de-Fonds | 9 avril 1905  | Berne  |
| Grasshopper-Club Zurich | 2 - 1    | BSC Young Boys       | 16 avril 1905 | Zurich |

Classement
| Rang | Équipe                  | Pts | J | G | N | P | Bp | Bc | Diff |
| ---- | ----------------------- | --- | - | - | - | - | -- | -- | ---- |
| 1    | Grasshopper-Club Zurich | 4   | 2 | 2 | 0 | 0 | 4  | 2  | +2   |
| 2    | BSC Young Boys          | 1   | 2 | 0 | 1 | 0 | 3  | 4  | -1   |
| -    | FC La Chaux-de-Fonds    | 1   | 2 | 0 | 1 | 0 | 3  | 4  | -1   |

|  | Champion de Suisse |

## Bilan de la saison
| Tableau d'Honneur                 |                         |
| Compétition                       | Vainqueur               |
| Championnat de Suisse de football | Grasshopper-Club Zurich |